# Португальська Індія
Держава Індія (португальська Estado da Índia [ɨʃˈtaðu ðɐ ˈĩdiɐ]), також відома як Португальська Держава Індія (португальська Estado Português da India, EPI) або Португальська Індія (португальська Índia Portuguesa)) — португальські колоніальні володіння на півострові Індостан.
Португальська Індія включала в себе Гоа, Дадра і Нагар-Хавелі, Даман і Діу, а також Мумбаї (до 1661) — в XVI столітті португальці назвали це місце «Бом Баї» або «Бом Бейм» — «добра затока». Території португальської Індії іноді об'єднуються в назві Гоа.

## Історія Португальської Індії
Морський шлях до Індії був відкритий португальським мореплавцем Васко да Гамою в 1498 році. Португальські кораблі після тривалого плавання, обігнувши Африку, увійшли в гавань міста Калікут (нині Кожикоде), яке в 1511 році стало колонією Португалії.
У 1510 році герцогом Афонсу де Албукеркі була заснована португальська колонія в Індії. Албукеркі не забарився зміцнитися в Гоа, який планувалося перетворити на оплот для проникнення вглиб континенту. Незабаром почалася християнізація населення — в Гоа досі відсоток католиків вище, ніж в середньому по Індії — близько 27 % від населення.
Португальські колоністи взялися за будівництво міста на європейський манер — зараз це Старий Гоа. Відтепер це була столиця Португальської Індії, зараз — Панаджі. Місто в нинішньому вигляді було побудоване португальцями в XVI столітті.
З прибуттям в XVII столітті в Індію більш потужних флотів Голландії та Англії Португалія втратила контроль над колись великою територією в західній частині країни і на початку XX століття під її контролем залишалося лише кілька районів Індії.
Три райони знаходилися в прибережній частині країни: Гоа і острови на Малабарському узбережжі, Даман поруч з Нашіком і Діу — острів на південь від півостріва Катхіавара.
У португальську Індію входили такі території, як: Даман (приєднаний у 1531 році); острів Салсет, Бомбей і Басейн (порт. Baçaim) (приєднані у 1534 році); і Діу (приєднаний у 1535 році).
Бомбей (тепер Мумбаї, найбільше місто Індії), переданий в 1661 році Великій Британії як посаг за португальською принцесою Катериною Браганською, королю Англії Карлу II, був заснований португальцями в 1534 році.
Мадрас був заснований португальцями в XVI столітті — спочатку називався порт Сан-Томе, пізніше територія відійшла до голландців, які побудували укріплення в Пулікате, на північ від сучасного Ченнаї.

## Сучасність
В 1961 році Гоа був зайнятий індійськими військами, ставши згодом однойменним штатом. Столиця штату — Панаджі, Гоа.
Індія захопила території Дадра і Нагар-Хавелі в 1954 році. Португалія визнала суверенітет Індії над усіма районами лише в 1974 році. Чотири області утворили дві об'єднані території — Даман і Діу, а також Дадра і Нагар-Хавелі.
Наразі на колишні території португальської Індії припадає 15 % туристів в Індії.